# Marcel Guislain
Pour les articles homonymes, voir Guislain.
Marcel Guislain est un homme politique français, médecin, militant socialiste du Nord, né le 14 juin 1899 à Nomain et mort le 10 juillet 1986 à Lille.

## Biographie
Élu conseiller municipal de Roubaix en 1935 puis adjoint au maire en 1938, il est nommé maire de Roubaix par Fernand Carles le 19 août 1941 à la suite du décès de Fleuris Vanherpe deux jours plus tôt. Refusant de prêter serment au gouvernement de Vichy, il abandonne sa fonction de maire en janvier 1942.
Il fonde le réseau Action 40, chargé de collecter des renseignements dans la région de Roubaix et dont le groupe est démantelé début mai 1942. Arrêté le 3 mai 1942, il est déporté « Nuit et brouillard » de la gare de Lille à destination de la prison de Saint-Gilles près de Bruxelles, le 22 octobre 1942. Après un transit d’environ une semaine en région bruxelloise, les déportés du convoi sont transférés à la prison de Bochum dans l’attente de leur jugement par le tribunal spécial d’Essen. Il connaît ensuite d’autres prisons, comme Berlin-Tegel, Görlitz, Bautzen, Leipzig, et Untermassfeld dont il revint courant mai 1945 considérablement affaibli, pesant à peine cinquante kilos. 
En septembre 1945, le docteur Marcel Guislain fonde la Fédération des déportés internés, résistants et politiques de France dont il prend la vice-présidence. En 1955, il devient également président-fondateur de l'Union nationale des victimes de guerre et de la Confédération nationale des déportés, internés et ayants droit de la Résistance. Il est député du Nord de 1951 à 1958 et sénateur de 1967 à 1974.